# Cerambyx juvencus
Cerambyx juvencus är en skalbaggsart som beskrevs av Carl von Linné 1767. Cerambyx juvencus ingår i släktet ekbockar, och familjen långhorningar. Inga underarter finns listade.